# سليم سركيس
سليم شاهين سركيس صحفي وأديب لبناني. ولد ببيروت في 11 أيلول 1869، وتوفي 31 كانون الثاني 1926, بدأ ينشر مقالاته في سن باكرة في الخامسة عشرة من عمره في مجلة «الجنان» والتي كان يرأس تحريرها سليم بطرس البستاني، بعد تخرجه في المدرسة الوطنية التحق بجريدة «لسان الحال» والتي كان يرأس تحريرها عمه «خليل سركيس»، وعمل بها ثمان سنوات، سافر إلى أوروبا بعدها وزار إيطاليا وفرنسا وأقام بإنجلترا زهاء عامين فأنشأ في لندن جريدة «رجع الصدى»، ثم سافر إلى باريس لينشأ جريدة «كشف النقاب» بمعاونة صديقه الأمير أمين مجيد أرسلان، ثم من باريس إلى الإسكندرية حيث حرر في جريدة «لسان العرب»، وينشئ جريدة «المشير» في غرة تشرين الثاني 1894، أصدر في 25 أبريل سنة 1896 كتاب «غرائب المكتوبجي» أهداه إلى السلطان عبد الحميد الثاني وبدأ الإهداء بهذه الجملة «مولاي يسؤوني انني من جملة رعاياك»، وبالكتاب نقد جرئ وشديد اللهجة للرقابة العثمانية على الصحف، والمكتوبجي هو ما يعرف حديثا باسم «الرقيب»، فصدر عليه الحكم بالإعدام، ففر إلى أميركا، واستقر في نيويورك حيث استكمل إصدار جريدة «المشير» هناك، وأصدر أيضا جريدتي «الروي» و«البستان»، ثم عاد إلى مصر بعد إلغاء حكم الإعدام، وأصدر فيها مجلة «سركيس» حتى وفاته.
من مؤلفاته: القلوب المتحدة في الولايات المتحدة (1904)  وغرائب المكتويجي.

## أعماله
- الأرز، بيروت 1885
- الشاري، المطبعة اللبنانية - بيروت 1888
- الندى الرطيب في الغزل والنسيب، المطبعة الأدبية - بيروت 1888
- مسيو ليكزك أو بوليس باريس، 1892
- رجع الصدى، لندن 1893
- سر مملكة، مصر 1895 (قصة)
- غرائب المكتوبجي، مطبعة السلام - مصر 1896
- قصة جوزفين (امرأة نابليون الأول) - نيويورك 1901
- القلوب المتحدة في الولايات المتحدة، مطبعة مرآة الغرب - نيويورك 1904
- رحلة السيدة نجلا صباغ الزحلية، 1911
- الأمراء آل لطف الله في سنة 1920، مصر 1921
- تحت رايتين» (قصة).

## روابط خارجية
- هـذا المحكـوم بالإعدام اعـتمر الطـربوش في مجـلس العـموم البريطاني
- الحكواتي
- دوريات ساخرة. «مجلة سركيس» لسليم سركيس; جان دايه; الحياة; تاريخ النشر (م): 22/7/2000
- الندي الرطيب في الغزل والنسيب
- سيرة سليم سركيس
- من غرائب «المكتوبجى» إلى عجائب «المُصوِّرجى»، بقلم د. محمد كامل القليوبى، الأهرام، 13 مارس 2015.